# Tehnologia materialelor
Tehnologia materialelor este știința care cuprinde totalitatea cunoștințelor privind metodele de obținere a metalelor și a celorlalte materiale folosite în industria constructoare de mașini, precum și modul de prelucrare și tratare a acestora pentru a le conferi forma și proprietățiile necesare.
Pentru existența sa și pentru progresul societății omul creează în permanență bunuri materiale. În limbajul obișnuit, rezultatul proceselor de muncă în care omul acționează asupra obiectului muncii (materiale, piese etc.) cu ajutorul mijloacelor de muncă (scule, unelte, mașini – unelte) poartă denumirea de produs. 
Noțiunea de produs este foarte largă, ea cuprinzând mijloace de producție (mașini, utilaje, scule, aparate, etc.), bunuri materiale naturale (minerale, vegetale, animale), bunuri de consum, etc. Obținerea unor produse, rezultatul desfășurării unui proces de fabricare, presupune supunerea materiei unui întreg șir de transformări pornind de la resursele naturale, care au, de cele mai multe ori, proprietăți improprii utilizării lor directe și ajungând la mașini și aparate, spre exemplu, care au proprietăți bine definite funcției lor.
În construcția de mașini, procesele tehnologice de fabricare urmăresc două scopuri distincte :
- modificarea proprietăților fizico-chimice ale materialelor potrivit cerințelor;
- modificarea formelor și dimensiunilor suprafețelor potrivit scopului urmărit.

Între aceste două caractere pe care le prezintă procesele tehnologice de fabricare există o foarte strânsă interdependență ceea ce face ca în procesul de fabricare acestea să nu se poată separa.
Procesele tehnologice de fabricare pot fi:
- de elaborare, care se efectuează pentru extragerea metalelor din minereuri, pentru obținerea unor materiale metalice mai pure sau aliate printr-o serie specifică de prelucrări;
- de prelucrare, care se efectuează pentru obținerea de materiale, semifabricate sau piese prin modificarea formei, dimensiunilor și calității suprafețelor;
- de tratament, care se efectuează pentru modificarea proprietăților fizico-chimice ale materialului în întreaga sa secțiune sau numai în zona de suprafață;
- de acoperiri ale suprafețelor, prelucrari ce se efectuează pentru realizarea unui strat de suprafață cu proprietăți fizico-chimice diferite de cele ale materialului de bază.

Procesele tehnologice se realizează prin aplicarea diferitelor metode tehnologice. 
Metoda tehnologică este un mod sistematic și principal de prelucrare (prin turnare, deformare plastică, prelucrare prin așchiere, etc.) comun dintr-un punct de vedere esențial mai multor procedee tehnologice. 
Procedeele tehnologice privesc mijloacele prin care se aplică o metodă tehnologică și diferă funcție de utilajul tehnologic, mediul de lucru, regimul de lucru, etc. De exemplu, metoda tehnologică de prelucrare prin așchiere cuprinde procedeele de prelucrare care au la bază un același mod principal de prelucrare, și anume: obținerea semifabricatelor și pieselor prin îndepărtarea surplusului de material sub formă de așchii, prin acțiunea sculelor cu muchii tăietoare, în condițiile existenței de mișcări relative între sculă și semifabricat sau piesă. Astfel, procedee de prelucrare prin așchiere sunt: strunjirea, frezarea, rabotarea, broșarea, rectificarea, etc. diferențele dintre acestea ținând de tipul de mașină-unealtă utilizată, scule, regim de lucru, etc.
Procedeul tehnologic de fabricare este constituit din operații care se realizează asupra materialului. Operația este definită ca totalitatea modificărilor pe care le suportă un semifabricat/piesă la un singur loc de muncă. O operație este alcătuită din mai multe faze, faza reprezentând modificările pe care le suferă semifabricatul/piesa, la un loc de muncă, dintr-o singură prindere și folosind un singur regim de lucru. 
Exigențele crescânde ale industriei constructoare de mașini impun elaborarea și utilizarea unei game extrem de diverse de materiale care să asigure fiabilitatea produselor în timpul exploatării.
În industria constructoare de mașini se folosesc:
1. metale
2. materiale plastice
3. materiale ceramice
4. materiale compozite

Materialele metalice cel mai mult folosite sunt aliajele feroase: oțelul și fonta. Alături de acestea, o largă utilizare au aliajele de aluminiu și aliajele de cupru. 
Figura 1.1. ilustrează cât de mult a crescut în timp varietatea de materiale pe care un inginer proiectant le are la dispoziție spre a alege cel mai potrivit pentru o anumită aplicație. La fel, s-a diversificat extrem de mult și gama de procedee tehnologice prin care se poate obține piesa/reperul cerut de o anumită aplicație.
La dispoziția noastră sunt astăzi peste 1000 de procedee de prelucrare și peste 80000 de tipuri de materiale.